# Ключарёво (Мордовия)
Ключарёво — село в Рузаевского района Республики Мордовия. Входит в состав Сузгарьевского сельского поселения.
Население 409 чел. (2001), в основном русские.

## География
Находится при впадении речки Ривза в Левжу, в 15 км от районного центра и железнодорожной станции Рузаевка.

## Топоним
Название — антропоним, по фамилии владельцев (служилые люди Ключарёвы); косвенное указание на это содержится в «Приходной книге по сбору окладных денег с ясашного населения (русских и мордвы) Саранского уезда» (1714).

## История
В «Приходной книге по сбору окладных денег с ясашного населения (русских и мордвы) Саранского уезда» указывается, что в 1714 году один из Ключаревых — Митрофан Ключарев — в уездной служебной иерархии занимал видное положение, являясь подьячим приказной избы (32, 71).
В «Списке населённых мест Пензенской губернии» (1869) Ключарёво (Богородское) — село владельческое из 139 дворов (1 268 чел.) Инсарского уезда; действовали церковь, свеклосахарный завод.
Законом от 24 апреля 2019 года, Ключаревское сельское поселение и одноимённый ему сельсовет были упразднены, входившие в их состав населённые пункты, в том числе Ключарёво, включены в Сузгарьевское сельское поселение и одноимённый ему сельсовет.

## Население
| 2002 | 2010 |
| ---- | ---- |
| 396  | ↗418 |

## Известные уроженцы, жители
родина священнослужителя И. А. Покровского, генерал-лейтенанта технических войск М. И. Кормилицына.

## Инфраструктура
Средняя школа, Дом культуры, библиотека, фельдшерско-акушерский пункт, столовая, магазины, отделение связи.
В 1913 г. в селе было 207 хозяйств (1 251 чел.); имелись 5 ветряных и паровая мельницы, просодранка, 2 лавки. В 1930 г. был образован колхоз им. Сталина, с начала 1990-х гг. — ТОО «Ключарёвское», с 1999 г. — СХПК «Ключаревско-Сузгарьевский».

## Транспорт
Автодороги.

## Источник
- Энциклопедия Мордовия, В. П. Беляков.